# Saint-Pierre-en-Port
Saint-Pierre-en-Port település Franciaországban, Seine-Maritime megyében. Lakosainak száma 833 fő (2022. január 1.). Saint-Pierre-en-Port Ancretteville-sur-Mer, Écretteville-sur-Mer, Életot és Sassetot-le-Mauconduit községekkel határos.

## Népesség
A település népessége az elmúlt években az alábbi módon változott:
| Lakosok száma | 867  | 842  | 841  | 831  | 829  | 823  | 826  | 830  | 833  |
|               | 2013 | 2015 | 2016 | 2017 | 2018 | 2019 | 2020 | 2021 | 2022 |